# Grujinci
Grujinci (cyr. Грујинци) – wieś w Serbii, w okręgu pczyńskim, w gminie Bosilegrad. W 2011 roku liczyła 63 mieszkańców.